# Stictophaula ocellata
Stictophaula ocellata är en insektsart som beskrevs av Sigfrid Ingrisch 1994. Stictophaula ocellata ingår i släktet Stictophaula och familjen vårtbitare. Inga underarter finns listade i Catalogue of Life.